# Roberto Florio

Roberto Florio

Roberto Ángel „El Chocho“ Florio (* 9. November 1929 in Buenos Aires; † 5. Oktober 1993) war ein argentinischer Tangosänger.

## Leben und Wirken
Florio gewann zwanzigjährig einen Gesangswettbewerb im Club Federal Argentino und hatte danach kleinere Auftritte. Unter anderem vertrat er zeitweise Alberto Marino im Café Los Andes. Dann engagierte ihn Lorenzo Barbero für sein Orquesta de la Argentinidad, dem er drei Jahre angehörte und mit dem er drei Titel beim Label Pampa aufnahm. Eine Aufnahme mit Oscar Castagnaro entstand beim Label TK.
Auf Empfehlung von Jorge Casal kam er zum Orquesta Típica Francini-Pontier, mit dem 1954–55 weitere Aufnahmen beim Label RCA Victor entstanden. Als sich Francini und Pontier trennten, blieb Florio bei Pontier und nahm mit ihm und Julio Sosa als Duopartner die Tangos Lágrimas de sangre und Quemá esas cartas auf. Zwischen 1956 und 1958 nahm er mit dem Orchester Carlos Di Sarlis zahlreiche Hits auf, darunter Buenos Aires, Cantemos corazón und Pobre buzón. Mit dem Sänger Juan Carlos Godoy und dem Orchester von Alfredo De Angelis entstanden 1958 sechs weitere Aufnahmen beim Label Odeon.
1959 gründete Florio mit Jorge Durán ein eigenes Orchester, das von Orlando Tripodi geleitet wurde. Eine LP beim Label RCA wurde nicht fertiggestellt, die bereits aufgenommenen Titel blieben jedoch erhalten. Sein Schwager, der Tänzer Eber Lobato, vermittelte ihm Auftritte in den USA, wo er auch zwei Nummern mit einer von Héctor Garrido geleiteten Gruppe aufnahm. Nach seiner Rückkehr nach Argentinien arbeitete er mit dem Tänzer Juan Carlos Copes zusammen.
Im Jahr 1962 gehörte er kurze Zeit dem Orchester José Bassos an und nahm mit Jorge Durán und Floreal Ruiz beim Label Music Hall zwei Tangos auf. Danach trat er als Solosänger an Veranstaltungsorten in ganz Argentinien und im Fernsehen auf. Weitere Aufnahmen entstanden 1967 mit José Libertella und 1969 mit Carlos García und mit Roberto Pansera. 1974 produzierte Magenta eine Kassette, auf der er vom Trío Yumba begleitet wurde. Zwei weitere Titel nahm er mit der Gruppe Dante Smurras auf. 1980 entstand seine letzte Aufnahme, der Tango El último escalón, begleitet von Armando Lacava. Danach gab er aus gesundheitlichen Gründen seine musikalische Laufbahn auf.

## Aufnahmen
- Tomá mate, tomá mate (mit Carlos Del Monte)
- Serranita
- La virgen del perdón
- Madre hay una sola
- El recluta
- Los cosos de al lao
- Por una muñeca
- Cuartito azul
- Por unos ojos negros (mit Julio Sosa)
- Fogón de huella
- Por qué regresas tú
- Buenos Aires
- Derrotado
- Y todavía te quiero
- Cantemos corazón
- Pobre buzón
- Quién sino tú (mit Jorge Durán)
- Calla
- Soñemos
- Nuestra noche
- Destino de flor
- Cuanta angustia
- Por un te quiero
- Serenata mía (mit Jorge Durán)
- Adiós corazón
- Dame mi libertad
- Yo no quise hacerte mal
- Un amor imposible
- Estrella
- Regresa a mí (mit Jorge Durán)
- Amor de resero (mit Jorge Durán)
- Ojos de canela (mit Jorge Durán)
- Mano cruel
- Un amor imposible
- Por qué la quise tanto
- Estrella
- Tu angustia y mi dolor